# Skra Warszawa (żużel)
Skra Warszawa – polski klub żużlowy z Warszawy.
Początkowo funkcjonował w ramach sekcji motocyklowej Okęcia Warszawa, działającej we współpracy z Klubem Motorowym, który podlegał OM TUR, a następnie jako sekcja Skry. Na początku 1949 roku sekcja Okęcia połączyła się z sekcją Związkowca-Skry, który to klub działał wówczas w ramach Zrzeszenia „Związkowiec”, natomiast od 1951 roku w ramach Zrzeszenia „Budowlani”, będąc, w czasie ich istnienia, siedzibą centralnej sekcji żużlowej Zrzeszenia. Po „odwilży” powrócił do nazwy „Skra”.
W rozgrywkach ligowych brał udział w latach 1948–1959.
Stolicę Polski w rozgrywkach ligowych, w okresie startów Skry, reprezentowały także dwie inne ekipy: PKM-u (1948–1950) i Legii (1948, 1950–1951, 1955–1959).
Powrót ligowego żużla do Warszawy, po 40-letniej przerwie, nastąpił w sezonie 2000, kiedy do rozgrywek przystąpiła WSŻ Gwardia.

## Historia
Sekcja w klubie Skra Warszawa została założona na przełomie lat 1948 i 1949. W tym samym okresie w Warszawie funkcjonowała już sekcja motorowa w Okęciu Warszawa, działająca we współpracy z Klubem Motorowym. Ten z kolei podlegał Organizacji Młodzieży przy Towarzystwie Uniwersytetu Robotniczego (OM TUR). Sekcja ta posiadała drużynę żużlową, jeżdżącą w sezonie 1948 w I lidze, jednak pojawiające się problemy pomiędzy RKS Okęcie i KM OM TUR sprawiły, że włodarze Okęcia rozpoczęli rozmowy z zarządem KS Związkowiec-Skra na temat fuzji obu klubów. Doszło do niej ostatecznie 18 marca 1949 roku. Na odbytym tego dnia walnym zgromadzeniu klubu przyjęto dla sekcji sportów motorowych KS Związkowiec-Skra nazwę Skra-Okęcie. Niedługo później KS Związkowiec-Skra połączył się z KS Pocztowiec, na czym zyskała m.in. sekcja motorowa.
Klub występował w lidze żużlowej od jej powstania (w 1948 roku) do roku 1959, zaś jego największym sukcesem był brązowy medal mistrzostw Polski wywalczony w roku 1949. Poza sukcesem drużynowym z 1949, zawodnicy Skry zdobywali również laury w indywidualnych mistrzostwach Polski – trzy srebrne medale (Eugeniusz Zenderowski w 1949, Tadeusz Fijałkowski w 1952 i Janusz Suchecki w 1954) oraz jeden brązowy (Tadeusz Fijałkowski w 1955).
W 1951 roku sekcja żużlowa była najmniej liczną ze wszystkich sekcji klubu, noszącego wówczas nazwę TKS Budowlani, gdyż należało do niej zaledwie 12 żużlowców. Wśród nich najważniejszymi byli: Zenderowski, Fijałkowski oraz Kamrowski. Tak nieliczna grupa zawodników nie przeszkadzała sekcji być jedną z najważniejszych w kraju.
Od utworzenia Ligi Centralnych Sekcji Żużlowych klub występował pod nazwą TKS Budowlani Warszawa, zaś po spadku z najwyższej klasy rozgrywkowej (po sezonie 1956) wrócił do nazwy Skra. W sezonie 1956 rezerwy Budowlanych Warszawa występowały natomiast w II lidze w "Grupie Północ" pod szyldem rzeszowskiej Resovii, rozgrywając niektóre swoje mecze w Siedlcach – na zakończenie rozgrywek zajęły 4. miejsce. W latach 1957–1959 drużyna bez powodzenia walczyła o powrót do ekstraklasy (wówczas rozgrywki były trójszczeblowe), na jej drodze stanęła jednak dyskwalifikacja w 1957 jej lidera Janusza Sucheckiego. Zawodnik wraz z Legią Warszawa oraz Florianem Kapałą z Kolejarza Rawicz pod koniec lipca udał się na zawody żużlowe do Austrii, jednak kontrola graniczna u niego i rawiczanina znalazła obce waluty, w efekcie obaj zostali zawieszeni do końca sezonu. Przed następnym sezonem Janusz Suchecki ponownie został reprezentantem "wojskowych" (dla których w 1952 wywalczył brąz IMP), zaś Skra w dwóch ostatnich latach swoich występów okupowała dolne rejony tabeli II ligi. Po sezonie 1959 sekcja uległa rozwiązaniu.

## Sezony
| Sezon | Rozgrywki ligowe | Rozgrywki ligowe | Rozgrywki ligowe | Uwagi                                              |
| Sezon | Liga             | Liga             | Miejsce          | Uwagi                                              |
| ----- | ---------------- | ---------------- | ---------------- | -------------------------------------------------- |
| 1948  | Eliminacje       | Eliminacje       | 9/16             | Kwalifikacja do I ligi                             |
| 1948  | I                | I liga           | 8/9              | 1. miejsce w turnieju barażowym „pierwszoligowców” |
| 1948  | I                | I liga           | 8/9              | 1. miejsce w turnieju barażowym o utrzymanie       |
| 1949  | I                | I liga           | 3/9              |                                                    |
| 1950  | I                | I liga           | 4/9              |                                                    |
| 1951  | I                | Liga             | 6/10             |                                                    |
| 1952  | I                | Liga             | 10/10            |                                                    |
| 1953  | I                | Liga             | 7/10             |                                                    |
| 1954  | I                | Liga             | 5/10             |                                                    |
| 1955  | I                | I liga           | 4/6              |                                                    |
| 1956  | I                | I liga           | 8/8              |                                                    |
| 1957  | II               | II liga          | 3/7              |                                                    |
| 1958  | II               | II liga          | 5/6              |                                                    |
| 1959  | II               | II liga          | 6/8              |                                                    |

| Poziom ligowy | Liczba sezonów | Sezony    |
| ------------- | -------------- | --------- |
| I             | 9              | 1948–1956 |
| II            | 3              | 1957–1959 |

## Osiągnięcia

### Krajowe
Poniższe zestawienia obejmują osiągnięcia klubu oraz indywidualne osiągnięcia zawodników w rozgrywkach pod egidą PZM oraz GKSŻ.

#### Mistrzostwa Polski
Drużynowe mistrzostwa Polski
- 3. miejsce (1): 1949

Indywidualne mistrzostwa Polski
- 2. miejsce (3):
  - 1949 – Eugeniusz Zenderowski
  - 1952 – Tadeusz Fijałkowski
  - 1954 – Janusz Suchecki
- 3. miejsce (1):
  - 1953 – Tadeusz Fijałkowski